# Volatilität
Volatilität (lateinisch volatilis, „fliegend, flüchtig“) bezeichnet in der Statistik allgemein die Schwankung von Zeitreihen. Die Volatilität ist in vielen Fachgebieten von Interesse, insbesondere in den Wirtschaftswissenschaften, den Naturwissenschaften und der Politik.

## Wirtschaftswissenschaft
Die Wirtschaftswissenschaften untersuchen im Risikomanagement eine Vielzahl sich verändernder ökonomischer Größen. Volatilität ist einerseits die Eigenschaft von Handelsobjekten, im Wert zu schwanken, und andererseits die Messgröße für die Häufigkeit und Intensität von Wertschwankungen bei Finanzinstrumenten, Finanzierungstiteln oder Finanzprodukten in einem bestimmten Zeitraum, die auch als Betafaktor bezeichnet wird.
Statistisch ausgedrückt ist die Volatilität die Standardabweichung der logarithmierten Kurs- oder Preisveränderung. Als Wertkonventionen, bei denen diese Volatilitäten gemessen werden können, kommen insbesondere Aktienkurse, Anschaffungskosten, Beleihungswerte, Börsenkurse, Buchwerte, Ertragswerte, Gemeiner Wert, Herstellungskosten, Kurswerte, Marktwerte, Metallwerte (Goldpreis, Silberpreis, Platinpreis), Renditen, Rohstoffpreise (Commodities), Sachwerte, Tageswerte, Verkehrswerte, Wechselkurse, Zeitwerte oder Zinssätze in Betracht. Es gibt Finanzprodukte, deren Kurs an die Volatilität eines Indexes gekoppelt ist.
Ihre Schwankungen können im Zeitablauf für Marktteilnehmer ein Kursrisiko bei Finanzprodukten beinhalten. In der Finanzmathematik ist die Volatilität ein Maß für diese Schwankungen. 
Die Volatilität ist hier definiert als die Standardabweichung der Veränderungen des betrachteten Parameters und dient häufig als Risikomaß. Sie ist jedoch kein ideales Risikomaß, weil sie lediglich Auskunft über die Schwankungsbreite eines Basiswerts gibt, aber keine weiteren Informationen über die Verteilungsfunktion der Kursausschläge liefert.
Die Wertänderung, auf deren Basis die Volatilität berechnet wird, kann dabei auf verschiedene Art definiert sein. Man unterscheidet:
- Absolute Veränderungen

{\displaystyle \mathrm {{\ddot {A}}nderung} ={\text{Wert}}_{t1}-{\text{Wert}}_{t0}}.
- Relative Veränderungen[5]

{\displaystyle \mathrm {{\ddot {A}}nderung} ={\frac {{\text{Wert}}_{t1}-{\text{Wert}}_{t0}}{{\text{Wert}}_{t0}}}}.
- Logarithmische oder logarithmierte Veränderungen[6] (vgl. stetige Verzinsung)

{\displaystyle \mathrm {{\ddot {A}}nderung} =\ln({\text{Wert}}_{t1})-\ln({\text{Wert}}_{t0})=\ln {\frac {{\text{Wert}}_{t1}}{{\text{Wert}}_{t0}}}},
wobei {\displaystyle (t1-t0)} als zeitlicher Abstand gilt, mit dem die veränderliche Basisgröße gemessen wird. „Annualisierte Volatilitäten“ beziehen sich z. B. auf die Standardabweichung jährlicher Veränderungen.
Absolute Wertveränderungen werden beispielsweise herangezogen, wenn die Volatilität von Zinsen zu ermitteln ist. Relative und logarithmierte Wertänderungen unterscheiden sich bei kleinen Änderungen kaum und werden z. B. zur stochastischen Modellierung von Aktienkursen herangezogen (vgl. Ito-Prozess). Logarithmierte Wertänderungen gehen in das Optionspreismodell von Black & Scholes ein.
Die Volatilität der Vergangenheit ist die „historische realisierte Volatilität“. Dagegen ist die implizite Volatilität eine Größe, die sich aus Optionspreisemodellen (z. B. dem Black-Scholes-Modell) aus den Marktpreisen von Optionen ableiten lassen (also von den Optionspreisen impliziert wird). Implizite Volatilitäten können als Ausdruck der Marktmeinung über zukünftige Marktpreisschwankungen interpretiert werden.

### Arten
Historische Volatilität
Als historische Volatilität bezeichnet man die Volatilität, die man aus Zeitreihen historischer Wertänderungen ausrechnet. In Value-at-Risk-Modellen zur Messung von Marktpreisrisiken finden historische Volatilitäten als Schätzer für zukünftige Schwankungsbreiten Eingang. Die historische Volatilität wird als Lagging Indicator eingestuft.
Implizite Volatilität
Im Unterschied zur historischen Volatilität beruht die implizite Volatilität nicht auf historischen Zeitreihen. Sie wird vielmehr aus den Marktpreisen von Optionen abgeleitet. Die implizite Volatilität ist die Volatilität des Basiswertes einer Option, die, in ein Optionspreismodell (z. B. Black-Scholes-Modell) eingesetzt, gerade den beobachteten Marktpreis der Option ergibt.
Zu Standard-Aktienindizes werden eigene Volatilitätsindizes veröffentlicht, die die implizite Volatilität des Basiswertes messen.

#### Kurz- und Langfristige Volatilität
Die Literatur zu Volatilitätsmodellen zeigt, dass die bedingte Varianz der Aktienrenditen am besten durch mehreren Komponenten modelliert werden kann, wobei eine kurz- und langfristige Volatilitätskomponenten angenommen wird. Diese Aufteilung findet man zum Beispiel bei GARCH-MIDAS Modellen oder dem MF2-GARCH-Modell. Die langfristige Volatilitätskomponente ist eng mit Nachrichten über die Makroökonomie und die Geldpolitik verbunden. Die unmittelbare Reaktion von Aktienmarktindizes auf US-makroökonomische Ankündigungen (z. B. Erstanträge auf Arbeitslosenunterstützung oder Auftragseingänge) hängt vom Niveau der langfristigen Aktienmarktvolatilität ab. Wenn die langfristige Volatilität hoch ist, reagieren die Aktienrenditen empfindlicher auf makroökonomische Ankündigungen, und es besteht eine ausgeprägte Asymmetrie in der Reaktion auf gute und schlechte Nachrichten. Zudem kann die langfristige Komponente für langfristige Value-at-Risk-Vorhersagen oder die Quantifizierung des systemischen Risiko genutzt werden.

## Volatilität in der Politik
Der Begriff der Volatilität (englisch volatility, „Schwankung, Unbeständigkeit“) ist ein aus der Physik stammender Begriff, der in der Politik dazu dient, die Unbeständigkeit der Parteipräferenzen einer Wählerschaft in einem Mehrparteiensystem zu beschreiben. 1979 erschien dazu ein von Mogens N. Pedersen verfasster Artikel in dem wissenschaftlichen Magazin „European Journal of Political Research“ unter dem Titel „The Dynamics of European Party Systems: Changing Patterns of Electoral Volatility“, in welchem er näher auf die Schwankungen der Parteipräferenzen der Wählerschaft im europäischen Parteiensystem eingeht.
In der Politikwissenschaft steht die Volatilität für die Unbeständigkeit bzw. Veränderung der Wahlentscheidung einer Person hinsichtlich einer bestimmten politischen Partei zwischen zwei zeitlich auseinander liegenden Wahlen, also eine Veränderung zwischen dem Input bei einer Wahl durch eine oder mehrere wahlberechtigte Personen und dem bei einer zweiten Wahl zu einem späteren Zeitpunkt. Die Prämissen für Volatilität sind das Vorhandensein von freien und fairen Wahlen sowie einer temporären Gewaltenteilung, d. h., dass Wahlen regelmäßig abgehalten werden. Erst dann besteht die Möglichkeit für den Wahlberechtigten, eine politische Partei zu wählen bzw. seine Wahlentscheidung in einer zweiten (späteren) Wahl wieder verändern zu können.
Die Volatilität wird im politischen Denken in zwei Gruppen unterteilt: zum einen in die Netto-Volatilität (englisch net volatility), zum anderen in die Brutto-Volatilität (englisch gross volatility). Erstere beschäftigt sich dabei mit der insgesamten Veränderung der Wählerstimmanteile auf der Makroebene, man kann in diesem Sinne auch von der totalen Volatilität oder der „aggregate volatility“ sprechen. Wohingegen sich die ‚gross volatility‘ mit der effektiv anderen Wahlentscheidung auf der individuellen Mikroebene beschäftigt. Beispiele für eine effektive andere Wahlentscheidung sind so zum Beispiel ein anderer Wahlentscheid, die Abstinenz bei der Wahl, sprich das Nichtwählen, und Aus- und Eintritte in bzw. aus dem Elektorat.
Volatilität wird meistens durch den Pedersen-Index berechnet. Dieser kann die Volatilität entweder auf der Ebene der Wählerschaft berechnen oder auf der Ebene der politischen Arena. Je nachdem, welche Ebene gewählt wurde, muss man entweder die Schwankung anhand der Wählerstimmen (Ebene der Wählerschaft) oder anhand der Veränderung der Sitze im Parlament (parlamentarischen Ebene) berücksichtigen. Dabei bedeutet die Messung von Volatilität für Pedersen folgendes: „The measure of volatility tells to what extent party strength is being reallocated from one election to the next between losing and winning parties.“
Zur Berechnung der Volatilität hat Pedersen dazu folgende allgemeine Formel erarbeitet:
{\displaystyle {\text{Totale Volatilität}}=\sum _{i=1}^{n}{\frac {\vert V_{i}(t)-V_{i}(t+1)\vert }{2}}}
Dabei steht n für die Anzahl der Parteien im untersuchten politischen System. Vi (t) steht für den Wähleranteil bzw. Anzahl der Mandate bei Ausgangspunkt t und Vi (t+1) für eine spätere Untersuchung beim Messpunkt t+1. Des Weiteren besteht die Möglichkeit, die Messung der totalen Volatilität für mehrere Parteien durchzuführen. Dabei wird die Summe, die für jede einzelne Partei aus Vi (t) - Vi (t+1) entstanden ist, addiert und anschließend durch 2 dividiert, so dass man die totale Volatilität für ein Parteiensystem erhält.
In der folgenden Formel stehen |PiV |, |PjV |, |PkV | und |PeV | für verschiedene Parteien.
Totale Volatilität (für {\displaystyle n} Parteien)
{\displaystyle ={\frac {|P_{i}V|+|P_{j}V|+|P_{k}V|+|P_{e}V|+\dots +|P_{n}V|}{2}}}
Neben der totalen Volatilität besteht des Weiteren die Möglichkeit, die Schwankungen in Parteiblöcken bzw. zwischen Parteiblöcken zu untersuchen. Dabei unterscheidet man bei der Messung der Volatilität die Interblock-Volatilität, bei der es sich um die Schwankung von Wähleranteilen zwischen den „Parteiblöcken“ und die Intrablock-Volatilität, welche die Schwankung von Wähleranteilen innerhalb der „Parteiblöcke“.
Zur Messung der Intrablock-Volatilität bzw. Interblock-Volatilität teilt man die Parteien in die jeweiligen politischen Lager ein. Eine mögliche Einteilung ist z. B., die Parteien auf einer Links-rechts-Skala zu verorten und daran zu untersuchen, inwieweit die Wahlergebnisse links bzw. rechts auf der Skala abweichen. Eine zweite Möglichkeit ist z. B., die Parteien nach Regierungsbeteiligung und Nicht-Regierungsbeteiligung einzuteilen und so die Entwicklungen des Verhältnisses bei Wahlen zwischen aktueller Regierung und Opposition festzustellen. Dabei wird die Volatilität für jede einzelne Partei errechnet und die Volatilitätsergebnisse der Parteien werden in den verschiedenen Blöcken summiert und anschließend durch zwei dividiert. Problematisch für die Arbeit mit dem Pedersen-Index ist, dass nicht genau bestimmt werden kann, welche Parteien Wählerstimmen gewinnen und welche Parteien diese verlieren. Hinzu kommt, dass auch nicht bestimmt werden kann, inwieweit Wählerschaften sich zwischen den Parteien verschieben bzw. ausglichen. Für die totale Volatilität ist dies nicht schwerwiegend, auf der individuellen Ebene kann dies jedoch von großer Bedeutung sein. Auch ist es nicht möglich, anhand einer hohen bzw. einer geringen Volatilität Aussagen über die Stabilität eines Parteiensystems zu entwickeln.
Trotz dieser Probleme zwischen Volatilität auf der individuellen Mikro-Ebene und aggregierten Ebene ist von einem relativ hohen Korrelationswert von 0,74 auszugehen. Der Pedersen-Index kann somit „als starker und langfristiger Indikator für die Veränderung des Parteiensystems, neben der Parteiidentifikation, den Mitgliederzahlen und der Anzahl der Parteien“ gewertet werden.

## Naturwissenschaften
In den Naturwissenschaften meint Volatilität das Maß der Flüchtigkeit bzw. die Neigung zur Verflüchtigung von Stoffen in Gasen.

## Volatilität im Bereich Software Engineering
Bei Projekten unter Versionskontrolle wird die Häufigkeit von Änderungen an den Dateien als Volatilität bezeichnet. Diese ist bei Strukturdefinitionen und Header-Dateien wesentlich geringer als bei Dateien, die Anwendungslogik, Objekte etc. enthalten. Funktionen und Anforderungen, die von Quellen mit hoher Volatilität (zum Beispiel seit dem letzten Release) abgedeckt werden, sind bei der Durchführung eines Regressionstests intensiver zu untersuchen, denn man muss davon ausgehen, dass die weniger volatilen Quellcodebereiche „stabil“ funktionieren. Das garantiert jedoch nicht, dass seltener geänderte Quellcodebereiche stabiler funktionieren.

## Energiewirtschaft
Solarenergie und Windenergie sind in der Vergangenheit als „volatile Energieträger“ bezeichnet worden, da die von ihnen gelieferte Energiemenge nicht mit 100-prozentiger Sicherheit vorhersagbar ist. Dies wurde und wird bei der Vorhaltung von Regelleistung berücksichtigt.